# Georg Leibbrandt

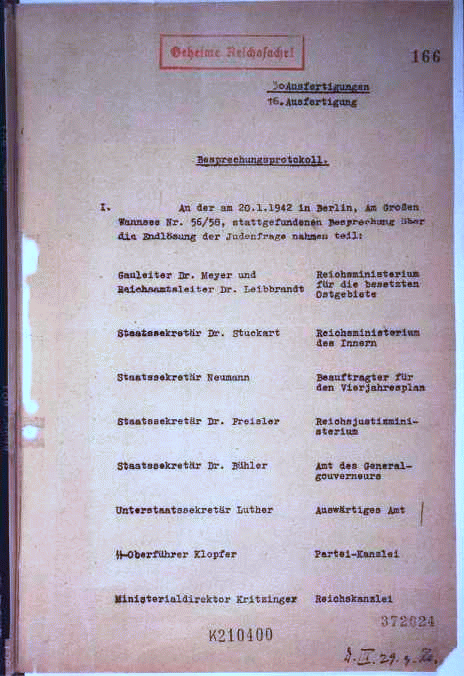
Georg Leibbrandts namn i Wannseekonferensens protokoll.

Georg Leibbrandt, född 5 september 1899 i Hoffnungsthal, död 16 juni 1982 i Bonn, var en tysk tolk, diplomat och nazistisk politiker. År 1927 promoverades han till filosofie doktor.

## Biografi

### Andra världskriget
I april 1941 var Leibbrandt verksam vid Riksministeriet för de ockuperade östområdena. Två månader senare inledde Tyskland Operation Barbarossa, anfallet på den forna bundsförvanten Sovjetunionen.
Den 4 oktober 1941 deltog Leibbrandt i ett möte med Reinhard Heydrich, Alfred Meyer och Gustav Schlotterer, där man diskuterade hur Nazitysklands förintelseprogram skulle kunna inbegripa samtliga judar i Europa. Han deltog även vid Wannseekonferensen i januari året därpå.
Enligt den tyske historikern Christian Gerlach utgjorde Leibbrandt, Meyer och Alfred Rosenberg de mest fanatiska strategerna bakom massmordet i de av Tyskland ockuperade östområdena.

### Efter andra världskriget
Från 1945 till 1949 var Leibbrandt internerad av de allierade. Under denna tid vittnade han vid Ministerierättegången. I januari 1950 inledde Landgericht Nürnberg-Fürth en förundersökning mot Leibbrandt, men denna avbröts i augusti samma år.

## Populärkultur
I filmen Konspirationen från 2001 porträtteras Georg Leibbrandt av Ewan Stewart.